# Beate Klöckner
Beate Klöckner (* 1950 in Koblenz) ist eine deutsche Synchronautorin und Synchronregisseurin.

## Leben und Karriere
Beate Klöckner war zunächst in der Produktionsleitung tätig und war in den 1980er Jahren Regisseurin und Drehbuchautorin bei vier Spielfilmen. Sie wurde danach als Synchronautorin und -regisseurin tätig.
Für ihre Dialogbücher bei Schmetterling und Taucherglocke (2007) und Willkommen bei den Sch’tis (2008) wurde sie mit dem Deutschen Synchronpreis ausgezeichnet.

## Filmografie
- 1981: Kopfschuss
- 1984: Don Giovanni, oder Freitag Ist Alles Zu Ende
- 1985: Mein lieber Schatz
- 1989: Rudolfo

## Synchronbuch & Synchronregie (Auswahl)
- 1990: Der mit dem Wolf tanzt
- 1995: Four Rooms
- 1996: Der englische Patient
- 1999: Gottes Werk & Teufels Beitrag
- 1999: Der talentierte Mr. Ripley
- 2000: Memento
- 2001: Über kurz oder lang
- 2001: Die fabelhafte Welt der Amélie
- 2002: Spun
- 2003: Dänische Delikatessen
- 2003: 11:14
- 2003: Sein Bruder
- 2003: Dogville
- 2004: 2046
- 2005: Adams Äpfel
- 2007: Schmetterling und Taucherglocke
- 2008: Heute trage ich Rock!
- 2008: Willkommen bei den Sch’tis
- 2008: Séraphine
- 2010: Naokos Lächeln
- 2011: Krieg der Knöpfe
- 2013: Lunchbox
- 2013: Only Lovers Left Alive
- 2013: Venus im Pelz
- 2014: Jimmy’s Hall
- 2016: Willkommen im Hotel Mama
- 2017: Monsieur Pierre geht online
- 2020: Sommer 85
- 2021: Eiffel in Love
- 2022: Crimes of the Future
- 2023: Morgen ist auch noch ein Tag